# Diocophora assimilata
Diocophora assimilata är en tvåvingeart som först beskrevs av Borgmeier 1925.  Diocophora assimilata ingår i släktet Diocophora och familjen puckelflugor. Inga underarter finns listade i Catalogue of Life.